# Hideo Itokawa
Hideo Itokawa (jap. 糸川英夫 Itokawa Hideo; ur. 20 lipca 1912 w Tokio, zm. 21 lutego 1999 w Maruko w prefekturze Nagano) – inżynier, specjalista w konstrukcjach lotniczych, pionier japońskiego programu kosmicznego. W Japonii znany pod pseudonimem Doktor Rakieta (z ang. Dr. Rocket).

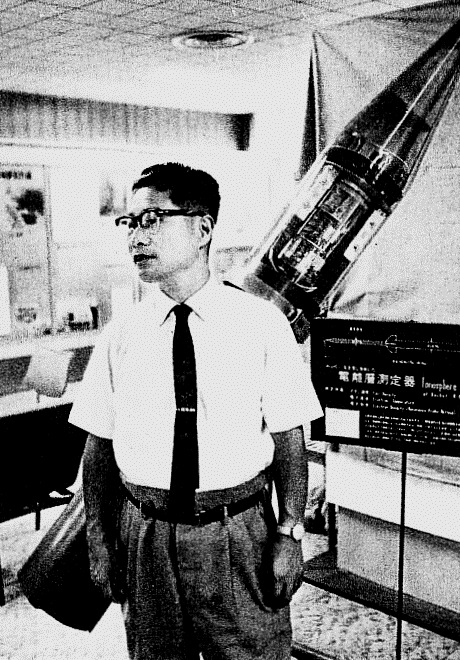
Hideo Itokawa w 1961

Był absolwentem Cesarskiego Uniwersytetu Tokijskiego (ukończył studia w 1935). Podczas II wojny światowej pracował w firmie Nakajima jako projektant samolotów (zaprojektował myśliwce: Ki-27 i Ki-43 Hayabusa).
W 1955 zapoczątkował japoński program kosmiczny przez zaprojektowanie pierwszej japońskiej rakiety sondażowej wielkości ołówka (znana jako rakieta-ołówek).
Jego nazwiskiem nazwano planetoidę (25143) Itokawa, do której w 2005 roku doleciała sonda kosmiczna Hayabusa w celu pobrania próbki gruntu i dostarczenia jej na Ziemię.